# 김숙경
김숙경(金淑京 1976년 ~ )은 대한민국 KBS대전방송총국의 아나운서이다.

## 학력
- 이탈리어학과 학사
- 축제관광호텔대학원 이벤트축제경영학 석사

## 경력
- 전 KBS원주방송국 아나운서
- 현 KBS대전방송총국 아나운서

## 진행 프로그램

### TV
- KBS대전1TV: KBS 뉴스광장 대전·세종·충남
- KBS대전1TV: KBS 930 뉴스 대전·세종·충남
- KBS대전1TV: 아침마당 대전
- KBS대전1TV: KBS 9시 뉴스 대전·세종·충남
- KBS대전1TV: KBS 뉴스 7 대전·세종·충남

### 라디오
- KBS대전제1라디오: 주.사.위(주부들이 만드는 사람 사는 세상을 위하여)
- KBS대전제1라디오: 540 스튜디오
- KBS대전FM: 김숙경의 팝브런치
- KBS대전해피FM: 김숙경의 뮤직런
- KBS대전해피FM: 김숙경의 트로트유